# Pastasaus

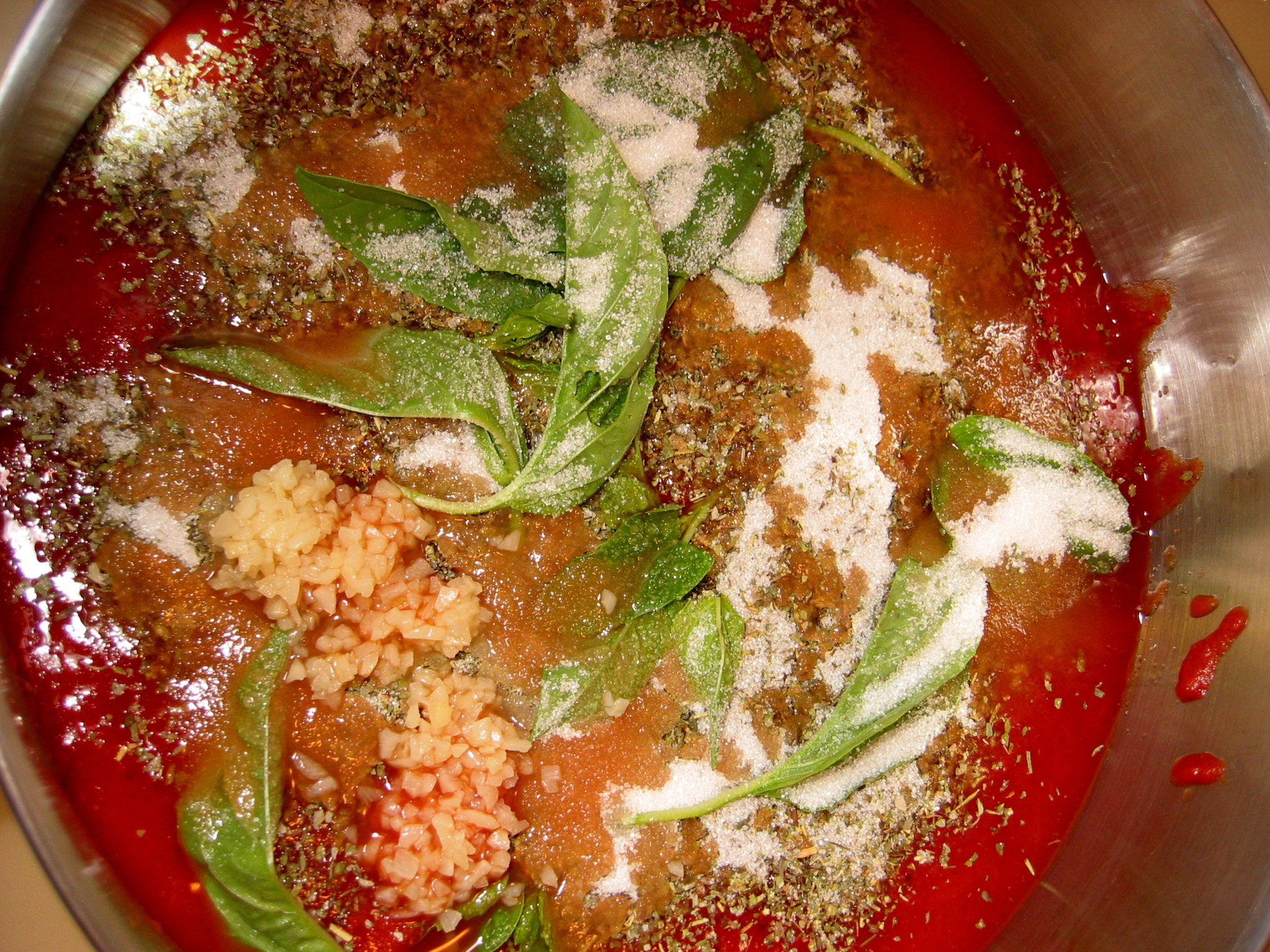
Ingrediënten van een van de vele mogelijke pastasauzen

Pastasaus is saus voor pastagerechten. Pastasauzen kunnen in eigen keuken worden bereid of kant-en-klaar aangeschaft in een zakje of een potje. Er zijn honderden recepten die uiteenlopen van een simpele tomatensaus tot een groentesaus, kaassaus of een gehaktsaus. Vaak vormen tomaten de basis. Een bekende pastasaus is de Italiaanse Bolognesesaus.